# Berlins Statsmuseer
Berlins Statsmuseer (tysk: Staatliche Museen zu Berlin) er en gruppe af kulturelle institutioner i Berlin, Tyskland, der omfatter 17 museer i fem klynger, flere forskningsinstitutioner, biblioteker og understøttende faciliteter. Berlins Statsmuseer er en del af Stiftung Preußischer Kulturbesitz og finansieres af Tysklands forbundsregering i samarbejde med de tyske delstater.
Museumskomplekset på Museumsøen blev i 1999 føjet til UNESCOs Verdensarvsliste. Berlins Statsmuseer voksede sig til det største kompleks af museer i Europa i 2007.
Generaldirektøren for Statsmuseerne er Michael Eissenhauer.